# Edfupyramiden
Edfupyramiden är en trappstegspyramid i Egypten från Egyptens tredje dynasti. Edfupyramiden är tillsammans med Seilapyramiden, Zaiyat el-Maiyitinpyramiden, Sinkipyramiden, Naqadapyramiden, El-Kulapyramiden och Elefantinepyramiden en serie liknande pyramider som byggdes vid ungefär samma tid i södra Egypten.
Sannolikt uppfördes Edfupyramiden av farao Huni, som var den sista regenten under Egyptens tredje dynasti eller av farao Snofru som var första regent av Egyptens fjärde dynasti.
Utförandet av Edfupyramiden är en nerskalad variant av Djosers trappstegspyramid, med den stora skillnaden att Edfupyramiden inte är en grav, och den saknar gravkammare. En trolig funktion för pyramiden var att symbolisera den kungliga makten från Memfis. Pyramiden är byggd av kalksten, och var med sina tre platåer troligen 13 m hög.
Edfupyramiden, som finns utanför Idfu 800 km söder om Kairo, upptäcktes 1894, och har sedan 2010 undersökts av arkeologer från University of Chicago.